# The Dying Gaul
The Dying Gaul (El galo moribundo) es una película estadounidense dirigida por Craig Lucas y basada en la obra teatral homónima, que tomó su nombre de la estatua El gálata moribundo.

## Argumento
Se le ofrece un millón de dólares a Robert, un guionista principiante gay, para producir un guion suyo, The Dying Gaul (basado en la historia de amor con su pareja recientemente fallecida), con la condición de convertirla en una historia heterosexual. A regañadientes acepta y se pone a trabajar en el proyecto. Muy pronto Jeffrey, el productor, se le insinúa e inician una relación clandestina porque éste está casado y tiene dos hijos. Su mujer Elaine, guionista retirada, lee la historia original quedando fascinada por ella, insiste en conocer a Robert y ambos congenian. 
A Elaine se le ocurre meterse en el chat gay que frecuenta Robert haciéndose pasar por un hombre y así descubre, de manera casual e inesperada, que su marido la está engañando con él. Entonces contrata a un detective que recopila toda clase de información sobre Robert, que utilizará al conectar por internet de nuevo con él, esta vez haciéndose pasar por su amante muerto, aprovechando las creencias budistas en la reencarnación de éste. Al principio, Robert desconfía, y cree que alguien le está gastando una cruel broma pero la multitud de detalles íntimos y secretos sobre su vida privada termina convenciéndole. Así Elaine se entera de que Robert no pretende arrebatarle a su marido sino que sólo pasa el rato y lo complace para que no cambie demasiado la película. Pero Jeffrey le había confesado que si no fuera por los niños se hubiera divorciado y que había fantaseado con matarla. Al leer que su marido había pensado en matarla, Elaine decide inmediatamente romper con todo y divorciarse. Y cuando le dice la causa a Robert y este se entera de cómo ella lo ha manipulado tiene un arranque de furia, se va al jardín a intentar suicidarse ingiriendo la raíz venenosa de una planta que tienen allí cultivada, pero en el último momento se arrepiente, la escupe y en cambio la introduce en una ensalada de Elaine. Al poco tiempo Jeffey recibe una llamada telefónica de la policía comunicándole que el coche en el que iban su mujer, sus dos hijos y la niñera se ha estrellado contra una pared y han fallecido todos.

## Reparto
- Peter Sarsgaard: Robert Sandrich
- Patricia Clarkson: Elaine Tishop
- Campbell Scott: Jeffrey Tishop